# آبجوی دست‌ساز

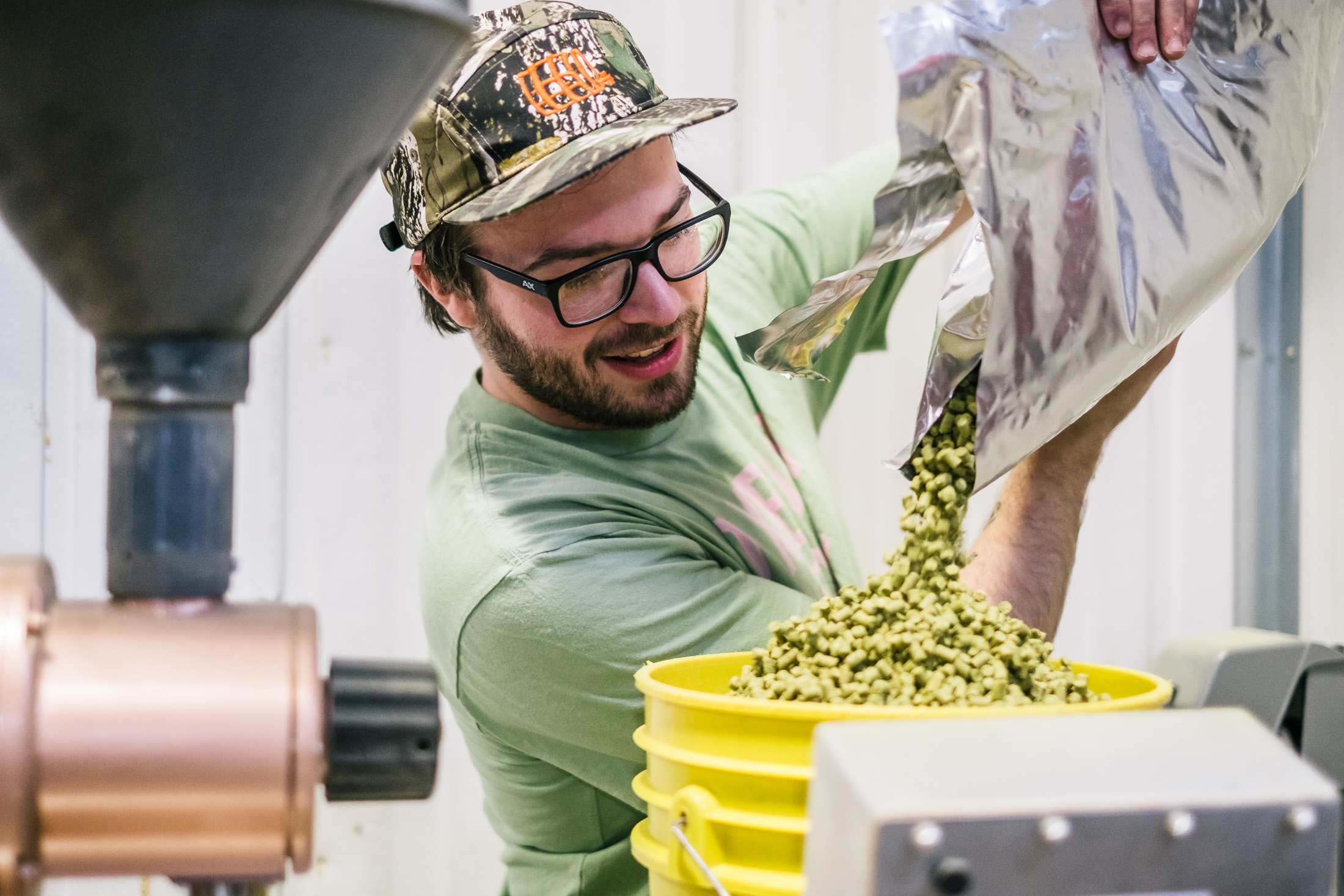
آبجوسازی دست‌ساز در آلاگش در پورتلند

آبجوی دست‌ساز نوعی آبجو است که توسط کارخانه‌های آبجوسازی مستقل تولید می‌شود؛ این کارخانه‌ها معمولاً مقدار کمتری آبجو نسبت به آبجوسازهای بزرگ تولید می‌کنند و اغلب به‌طور مستقل اداره می‌شوند. این نوع کارخانه‌ها معمولاً با تأکید بر اشتیاق، طعم‌های نو، و فنون متنوع آبجوسازی شناخته و بازاریابی می‌شوند.
جنبش کارگاه آبجوسازی در دههٔ ۱۹۷۰ هم در ایالات متحدهٔ آمریکا و هم در بریتانیا آغاز شد، هرچند آبجوسازی دستی و سنتی قرن‌ها در اروپا وجود داشت و سپس به دیگر کشورها گسترش یافت. با رشد این جنبش و گسترش تولید و توزیع برخی از کارخانه‌ها، مفهوم گسترده‌تری به نام آبجوسازی دست‌ساز پدید آمد. بروپاب نوعی میخانه است که آبجوی خود را در همان محل برای فروش تولید می‌کند.

## تعاریف تولیدکننده

### کارگاه آبجوسازی

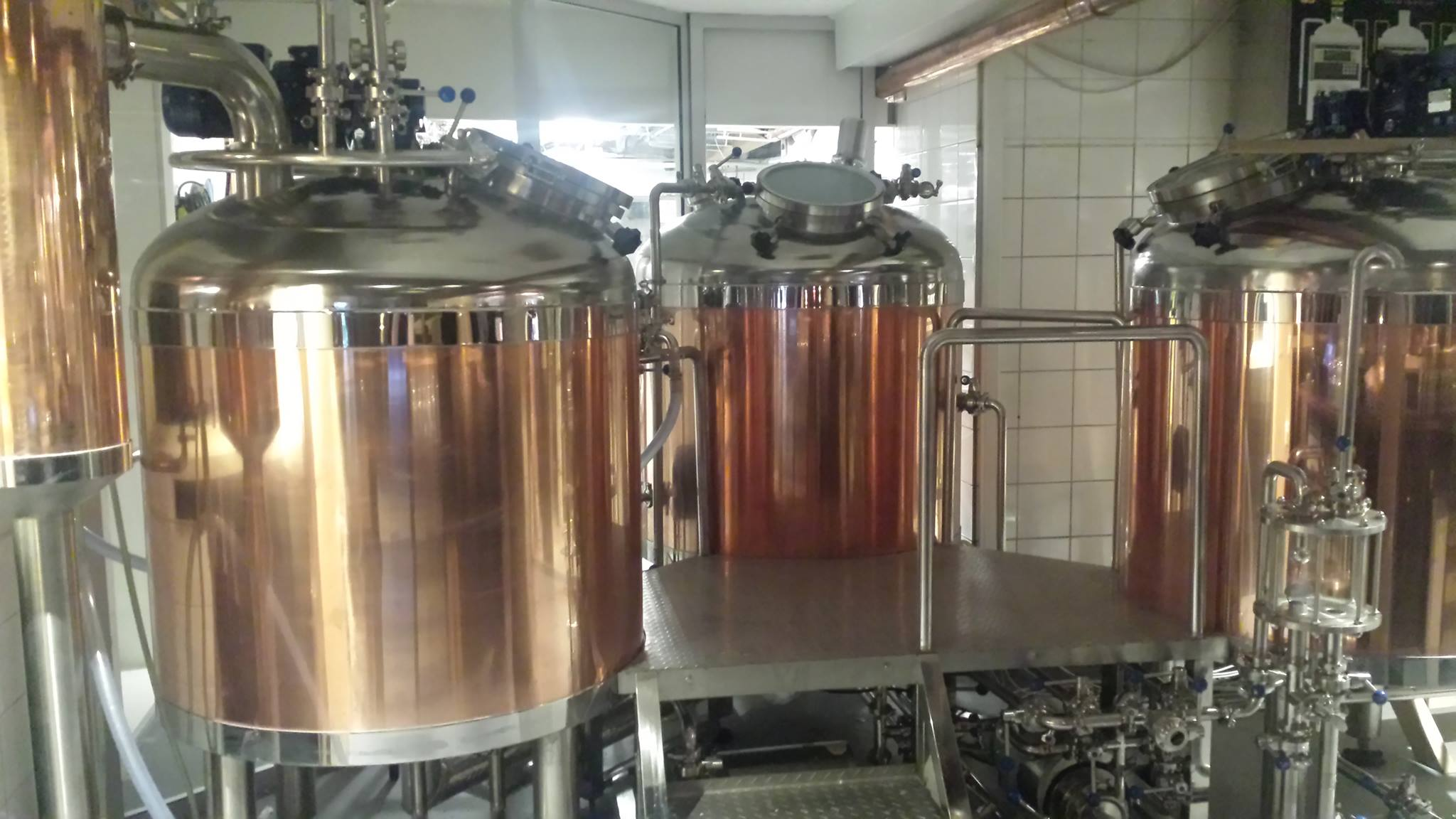
کارگاه آبجوسازی برگنهوس، برگن، نروژ

اگرچه اصطلاح «کارگاه آبجوسازی» در ابتدا برای اشاره به اندازهٔ کارخانه‌ها به‌کار می‌رفت، رفته‌رفته به رویکرد متفاوتی در آبجوسازی اشاره کرد که بر انعطاف‌پذیری، سازگاری، تجربه‌گرایی و خدمات به مشتری تأکید دارد. این اصطلاح و روند از بریتانیا به ایالات متحدهٔ آمریکا در دههٔ ۱۹۸۰ گسترش یافت، و سرانجام به‌عنوان نامی برای کارخانه‌هایی به‌کار رفت که کمتر از ۱۵٬۰۰۰ بشکه شراب آمریکایی (۱٬۸۰۰٬۰۰۰ لیتر؛ ۴۶۰٬۰۰۰ گالون آمریکایی) در سال تولید می‌کنند. در سال ۱۹۹۵، در سراسر کشور ۲۰۵ کارگاه آبجوسازی وجود داشت. در سال ۲۰۰۰، این تعداد بیش از دو برابر شد و به ۴۲۰ کارگاه آبجوسازی رسید.

### ریزآبجوسازی

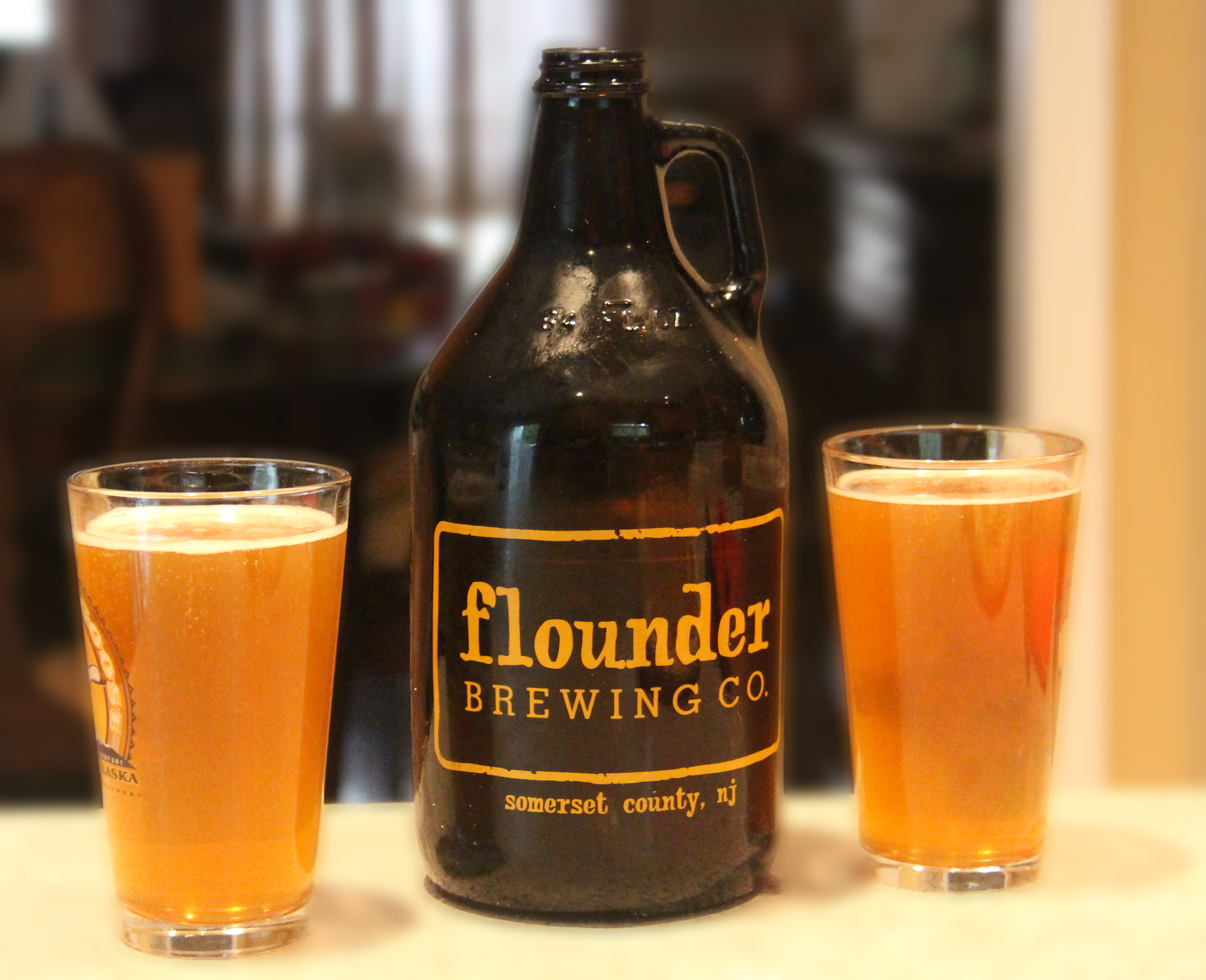
یک گرولر آبجو از آبجوسازی فلاندر، یک ریزآبجوسازی در نیوجرسی، ایالات متحده

وب‌سایت بخش خوراک «ریزآبجوسازی» را این‌گونه تعریف می‌کند: «کارگاه آبجوسازی کوچک‌مقیاسی که اغلب توسط یک کارآفرین مستقل اداره می‌شود و آبجو را در دسته‌های کوچک تولید می‌کند.» ریزآبجوسازها اغلب در گاراژها یا فضاهای کوچک صنعتی فعالیت می‌کنند. این دسته‌های کوچک سپس به بارهای محلی یا مستقیماً به مشتریان فروخته می‌شوند. وزارت خزانه‌داری ایالات متحدهٔ آمریکا ریزآبجوسازی‌ها را «عملیات‌های بسیار کوچک آبجوسازی» تعریف می‌کند که آبجو برای فروش تولید می‌کنند. این فعالیت‌های کوچک همچنان باید شرایط دریافت مجوز ایالتی و فدرال را رعایت کنند. در سال ۲۰۱۳، بیش از ۲۰۰ «ریزآبجوسازی» در ایالات متحده فعال بودند. با توجه به هزینه‌های راه‌اندازی پایین‌تر نسبت به آبجوسازی‌های دست‌ساز، ریزآبجوسازی‌ها در میان آبجوسازهای خانگی که به دنبال گسترش کار و تمرین مهارت‌هایشان هستند محبوب شده‌اند.

### آبجوسازی دست‌ساز
«آبجوسازی دست‌ساز» اصطلاحی فراگیرتر برای توصیف تحولاتی در صنعت آبجوسازی است که پس از جنبش کارگاه‌های آبجوسازی در اواخر قرن بیستم پدید آمد. این تعریف کاملاً ثابت نیست، اما معمولاً به کارخانه‌های تجاری نسبتاً کوچک، مستقل و متکی بر روش‌های سنتی آبجوسازی اطلاق می‌شود که بر طعم و کیفیت تأکید دارند. این اصطلاح معمولاً برای آبجوسازی‌هایی به‌کار می‌رود که از دههٔ ۱۹۷۰ تأسیس شده‌اند، اما ممکن است برای کارخانه‌های قدیمی‌تری که تمرکز مشابهی دارند نیز استفاده شود. یک گروه تجاری آمریکایی به نام انجمن آبجوسازان که به شفافیت برند علاقه‌مند است، آبجوسازی‌های دست‌ساز را به‌صورت «کوچک، مستقل و سنتی» تعریف می‌کند. فرایند آبجوسازی دست‌ساز زمان‌بر است و از دید آبجوسازها می‌تواند نوعی هنر تلقی شود. در بریتانیا، طرح تضمین‌شدهٔ آبجوسازان مستقل بریتانیایی توسط انجمن آبجوسازان مستقل (SIBA) اداره می‌شود؛ آن‌ها اطمینان حاصل می‌کنند که هر کارخانه‌ای که از نشان آبجوساز مستقل استفاده می‌کند، نسبتاً کوچک، مستقل و تولیدکنندهٔ آبجوی باکیفیت باشد.

### آبجوسازی مزرعه‌ای
اصطلاح «آبجوسازی مزرعه‌ای» یا «کارخانهٔ مزرعه‌ای آبجو» قرن‌هاست که وجود دارد. چندین سبک آبجو به‌عنوان «مزرعه‌ای» شناخته می‌شوند، که در اصل از سنت کشاورزانی سرچشمه می‌گیرند که آبجوی کم‌الکل برای تشویق کارگران مزرعه تولید می‌کردند. آبجوسازی‌های مزرعه‌ای در مقیاس بزرگ نبودند؛ آن‌ها در مقایسه با کارخانه‌های بزرگ آن دوران، روش‌های منحصربه‌فردتر و کوچک‌تری برای آبجوسازی و تخمیر داشتند. این مسئله تأثیراتی متفاوت بر محصول نهایی داشت و طعم‌هایی غیرمتعارف در آبجو پدید می‌آورد.
اصطلاح «آبجوسازی مزرعه‌ای» در سال‌های اخیر وارد قوانین محلی و ایالتی متعددی شده است، تا امتیازاتی ویژه—که غالباً به کشاورزی مربوط می‌شوند—برای آبجوسازی‌های مزرعه‌ای قائل شوند که تحت قوانین معمول آبجوسازی فراهم نیستند. این امتیازها معمولاً همراه با شرط‌هایی هستند: بخشی از مواد اولیه (مانند دانه، رازک یا میوه) که در آبجو به‌کار می‌روند باید در همان آبجوسازی دارای مجوز در مزرعه کشت شده باشند.

### میخانهٔ آبجوسازی

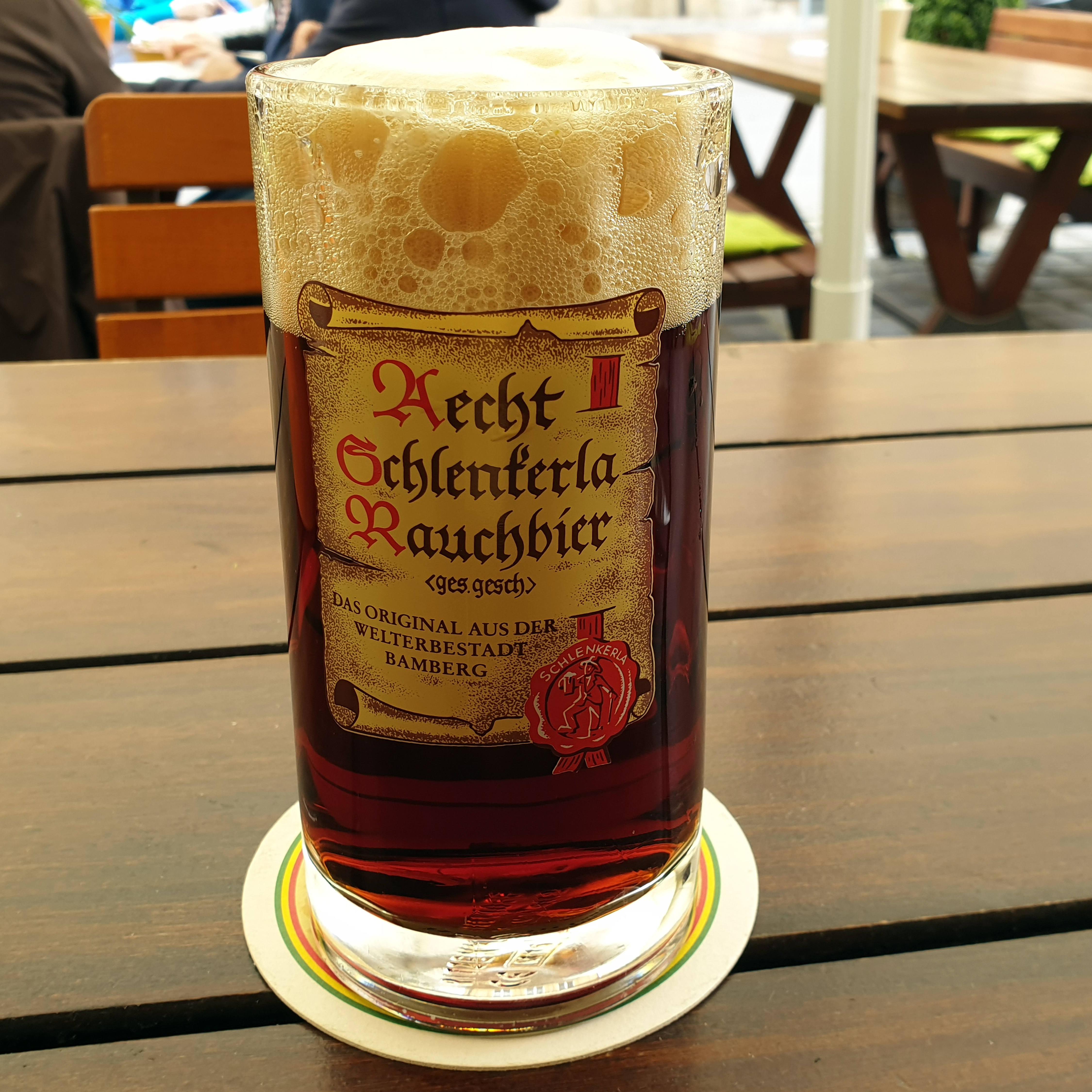
آبجوی دودی از میخانهٔ آبجوسازی شلنکرلا در بامبرگ، آلمان

«میخانهٔ آبجوسازی» می‌تواند میخانه یا رستورانی باشد که آبجو را در محل تولید می‌کند. در ایالات متحده، میخانهٔ آبجوسازی جایی تعریف می‌شود که ۲۵٪ یا بیشتر از آبجوی خود را در محل می‌فروشد و خدمات غذایی قابل‌توجهی نیز ارائه می‌دهد. آبجوسازی با سالن عرضه یک کارخانهٔ آبجوسازی حرفه‌ای است که ۲۵٪ یا بیشتر از آبجوی خود را در محل می‌فروشد اما خدمات غذایی عمده ارائه نمی‌دهد. آبجو عمدتاً برای فروش در همان آبجوسازی با سالن عرضه تولید می‌شود و اغلب مستقیماً از مخازن نگهداری کارخانه عرضه می‌گردد.
این اصطلاح نخستین بار در اوایل دههٔ ۱۹۸۰ در کالیفرنیا رواج یافت. این مفهوم با افتتاح آبجوسازی بوفالو بیل در هی‌وارد محبوب شد؛ این میخانهٔ آبجوسازی در تاریخ ۹ سپتامبر ۱۹۸۳ آغاز به کار کرد و یکی از نخستین میخانه‌های آبجوسازی مدرن در ایالات متحده بود. این اتفاق پس از تصویب لایحهٔ مجلس شمارهٔ ۳۶۱۰ در سال ۱۹۸۲ رخ داد که به ابتکار نمایندهٔ ایالتی، تام بیتس، تدوین شده بود و به آبجوسازان اجازه می‌داد در صورت ارائهٔ غذا، مستقیماً به مشتریان فروش داشته باشند. این قانون در تاریخ ۱ ژانویهٔ ۱۹۸۳ امضا و اجرایی شد و مسیر را برای گسترش میخانه‌های آبجوسازی در کالیفرنیا هموار کرد. اگرچه بنیان‌گذار بوفالو بیل، بیل اوونز، تلاش کرد تا واژهٔ «میخانهٔ آبجوسازی» را به‌عنوان نشان تجاری ثبت کند، اما این اصطلاح پیش‌تر وارد زبان عمومی شده بود. قانونی‌شدن و رشد این میخانه‌ها به شکوفایی جنبش آبجوی دست‌ساز در کالیفرنیا کمک کرد.
در اتحادیهٔ اروپا، در برخی کشورها میخانه‌های آبجوسازی از نظامی موسوم به مالیات تصاعدی آبجو بهره‌مند هستند که خاستگاه آن بایرن است. در بریتانیا، میخانه‌های آبجوسازی که تا ۵٬۰۰۰ هکتولیتر در سال (حدود ۸۸۰٬۰۰۰ پاینت) آبجو تولید می‌کنند، تنها نیمی از نرخ معمول مالیات بر آبجو را پرداخت می‌کنند.

## تحولات در سدهٔ ۲۱ میلادی

### استراتژی بازاریابی
آبجوی دست‌ساز از استراتژی بازاریابی‌ای بهره گرفته که با روش کارخانه‌های بزرگ و تولید انبوه متفاوت است؛ این محصولات بر پایهٔ کیفیت و تنوع رقابت می‌کنند، نه قیمت پایین و تبلیغات. تأثیر آن‌ها بسیار فراتر از سهم بازارشان بوده است، که در بریتانیا تنها ۲٪ را تشکیل می‌دهد، و این را می‌توان از معرفی برندهای جدید توسط کارخانه‌های بزرگ برای بازار آبجوی دست‌ساز دریافت. با این حال، هنگامی‌که این استراتژی به شکست انجامید، کارخانه‌های بزرگ به سرمایه‌گذاری در کارگاه‌های آبجوسازی روی آوردند یا در بسیاری موارد آن‌ها را به‌طور کامل خریدند.

### آبجوی قوطی

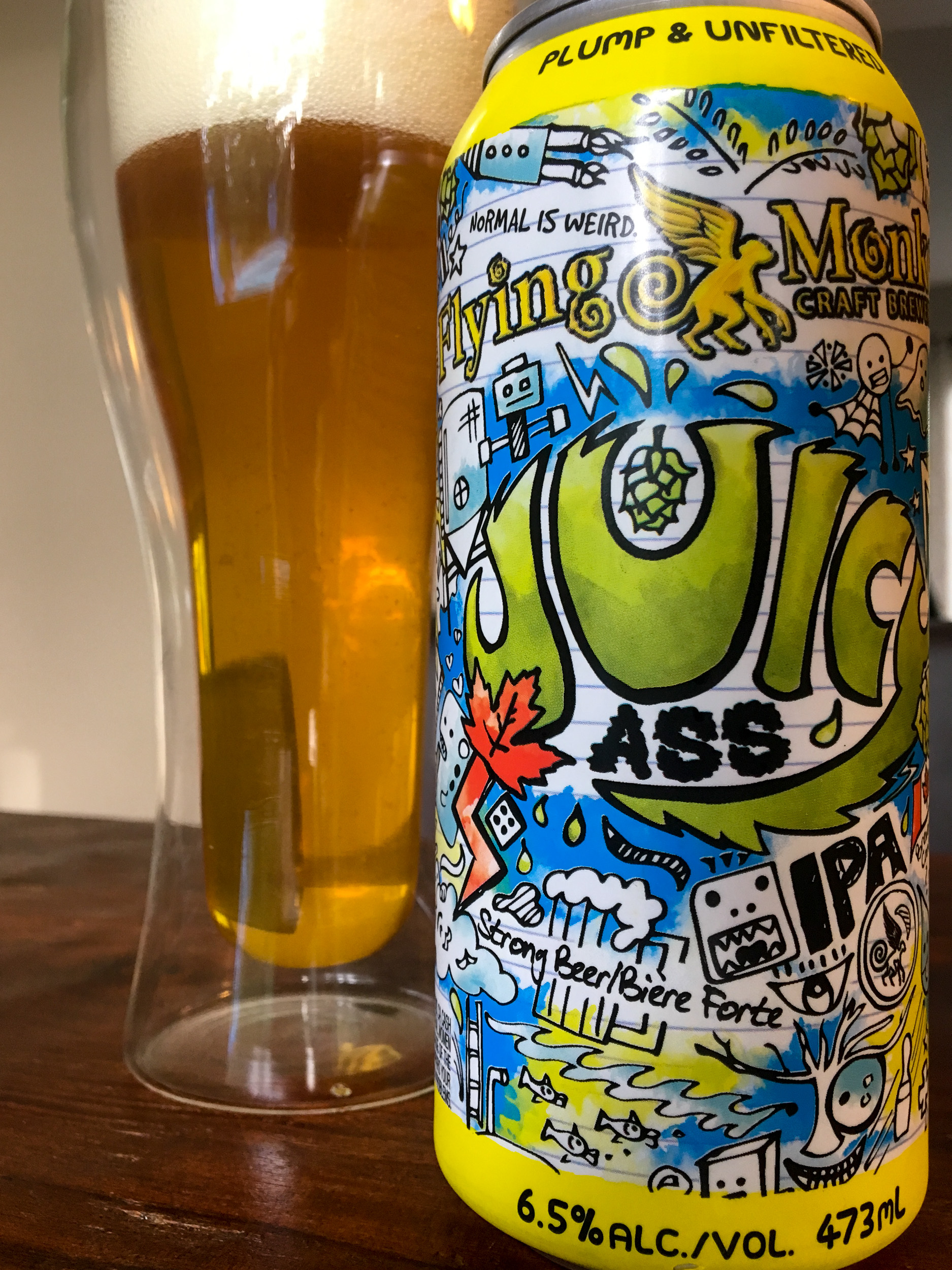
قوطی Juicy Ass IPA از کارخانهٔ آبجوی دست‌ساز Flying Monkeys در بری، انتاریو، کانادا

شرکت قوطی‌سازی آمریکایی نخستین قوطی آبجو را در سال ۱۹۳۳ پس از سال‌ها پژوهش برای ساخت ظرفی که بتواند نوشیدنی گازدار و تحت فشار را نگه دارد، توسعه داد. آن‌ها همچنین پوششی ویژه در داخل قوطی طراحی کردند تا از انتقال طعم فلزی به آبجو جلوگیری شود. نخستین قوطی آبجو در ۲۴ ژانویهٔ ۱۹۳۵ به فروش رسید، زمانی که شرکت قوطی‌سازی آمریکایی با شرکت آبجوسازی گوتفرید کروگر مستقر در نیوجرسی همکاری کرد و دو هزار قوطی از آبجوی کروگرز فاینست و کروگرز کریم ایل را به ساکنان ریچموند تحویل داد. تا پایان همان سال، ۳۷ کارخانهٔ آبجوسازی آبجوی خود را در قوطی عرضه می‌کردند.
در بریتانیا، کارخانهٔ آبجوسازی فِلین‌فول نخستین آبجوی کنسروی اروپا را در ژانویهٔ ۱۹۳۶ به فروش رساند.
در سال ۱۹۶۲، یک شرکت آبجوسازی در پیتسبرگ نخستین قوطی خودگشا را معرفی کرد؛ این نوع قوطی بعدتر به درپوش حلقه‌کش‌دار تبدیل شد که نیاز به ابزار جداگانه برای باز کردن را از میان برداشت.
استفاده از قوطی توسط آبجوسازان دست‌ساز بین سال‌های ۲۰۱۲ تا ۲۰۱۴ دو برابر شد، و در این دوره بیش از ۵۰۰ شرکت در ایالات متحده از قوطی برای بسته‌بندی نوشیدنی‌های خود استفاده می‌کردند. قوطی که پیش‌تر به شرکت‌های بزرگ آبجوسازی وابسته دانسته می‌شد، اکنون به دلایل متعددی توسط آبجوسازان دست‌ساز ترجیح داده می‌شود: قوطی‌ها در برابر نفوذ اکسیژن نفوذناپذیرند، نور که کیفیت آبجو را کاهش می‌دهد بر آبجوی کنسروی اثر ندارد، آبجوی کنسروی قابل‌حمل‌تر است چون فضای کمتری برای نگهداری یا حمل‌ونقل می‌خواهد، سریع‌تر خنک می‌شود، و سطح بیشتری برای طراحی و تزئین گرافیکی فراهم می‌کند.
باور عمومی مبنی بر این‌که بطری شیشه‌ای طعمی بهتر از آبجوی قوطی ارائه می‌دهد، «تا حدی کهنه» توصیف شده است، زیرا بیشتر قوطی‌های آلومینیومی دارای پوشش پلیمری در داخل هستند که آبجو را از تماس با فلز محافظت می‌کند. با این حال، از آن‌جا که نوشیدن مستقیم از قوطی ممکن است همچنان طعم فلزی ایجاد کند، بیشتر آبجوسازان دست‌ساز توصیه می‌کنند که آبجو پیش از نوشیدن در لیوان ریخته شود. در ژوئن ۲۰۱۴، انجمن آبجوسازان برآورد کرد که ۳٪ از آبجوی دست‌ساز در ایالات متحده در قوطی عرضه می‌شود، ۶۰٪ در بطری شیشه‌ای، و باقی‌ماندهٔ بازار به بشکه‌ها اختصاص دارد. بین سال‌های ۲۰۱۵ تا ۲۰۲۰، سهم آبجوی دست‌ساز بسته‌بندی‌شده در قوطی‌ها در بریتانیا تقریباً ده برابر شد و به ۴٫۹ درصد رسید.

### آبجوی کهنه‌شده در بشکه

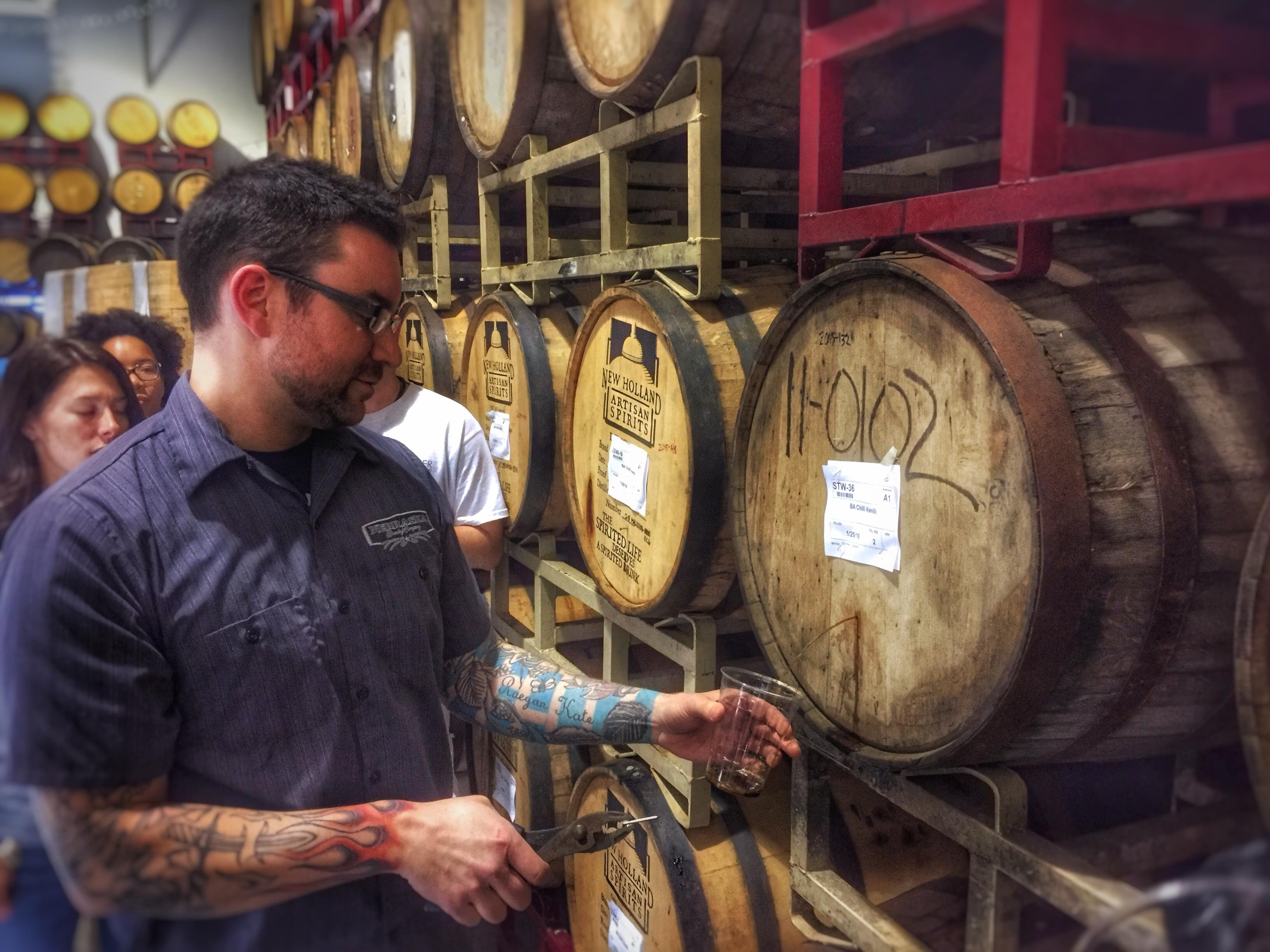
یک ساملیهٔ آبجو که بشکه‌ای را برای چشیدن باز می‌کند در کارخانهٔ آبجوسازی نبراسکا

گوس آیلند نخستین بار آبجوی امپریال استوت شهرستان بوربن خود را در سال ۱۹۹۲ تولید کرد، اما این محصول تا سال ۲۰۰۵ به‌طور منظم عرضه نمی‌شد. سایر کارخانه‌ها نیز به پیروی از گوس آیلند، معمولاً شروع به کهنه‌کردن آبجوهای امپریال استوت غنی مانند KBS از فاندرز و بلک تیوزدی از The Bruery کردند. در سال ۲۰۱۸، نشریهٔ غذا و نوشیدنی نوشت: «فرایندی که زمانی انحصاری بود اکنون نه تنها جریان اصلی بلکه همه‌گیر شده است.» آبجوهای ترش کهنه‌شده در بشکه روندی نوظهور هستند که از سنت بلژیکی لمبیک‌ها و آبجوی سرخ فلاندرز الهام گرفته‌اند.

### آبجوی دست‌ساز بدون الکل
بازار آبجوهای بدون الکل و شراب در آمریکای شمالی پیش‌بینی می‌شود که از حدود ۲۰ میلیون دلار در سال ۲۰۱۸، چهار برابر شود. کارخانهٔ آبجوسازی بروکلین از جمله نخستین کارگاه‌های آبجوسازی دست‌ساز هستند که آماده عرضهٔ آبجوی دست‌ساز بدون الکل با نام «Special Effects» شده‌اند. نمونه‌هایی در اروپا شامل «Drink'in The Sun» از میکلر و «Kosmic Stout» بدون گلوتن از نیروانا هستند.